# Bradke (Adelsgeschlecht)
Bradke ist der Name eines ursprünglich aus Lübeck stammenden deutsch-baltischen Adelsgeschlechts.

## Geschichte
Das Adelsgeschlecht führt seine Stammreihe zurück auf Peter Bradke (1642–1708), Bürger in Lübeck und Artilleriekapitän.
Seine Söhne Michael Detlef Bradke, schwedischer Oberst und später Stadtkommandant von Lübeck, und Heinrich Niklas Bradke, erst schwedischer Major und dann russischer Generalleutnant, wurden am 17. November 1718 von König Karl XII. in den schwedischen Adelsstand erhoben. Das Diplom wurde wegen des Todes des Königs kurz darauf erst am 23. März 1719 mit der Unterschrift der Königin Ulrika Eleonore ausgefertigt. Michael Detlef Bradke hatte zu diesem Zeitpunkt drei Stiefkinder aus der ersten Ehe seiner Frau mit dem Kaufmann Peter Weckmann/Wegmann. Dies waren Peter Wegman (1712–1758), Dorothea Catharina Wegman († 1746) und Janicka Wegman († 1746). Auch diese erhielten nun seinen Namen und den Adelsstand. Alle fünf wurden 1720 unter der Nr. 1596 in das Ritterhaus eingeführt.
Der Enkel von Michael Detlef Bradke, Friedrich Wilhelm von Bradke (1752–1819), erlangte 1778 die Aufnahme in die Matrikel der Oeselschen Ritterschaft. Die Familie blieb bis 1918 im Baltikum und im russischen Reich wohnhaft. Ein Zweig emigrierte nach Frankreich und lebt dort als de Bradke.

## Wappen
Das Wappen ist in Blau und Gold gespalten. Es zeigt vorn (heraldisch rechts) im blauen Feld einen silbernen Merkurstab über dem silbernen Planetenzeichen für Jupiter (signum Jovis); hinten im goldenen Feld einen geharnischten Schwertarm. Die Helmzier ist ein begrifftes aufrechtes Schwert zwischen zwei Pfauenfedern. Die Helmdecken sind blau, gold und silber.

## Namensträger
- Michael Detlef von Bradke (1686–1759), deutscher Offizier in schwedischem Dienst und Stadtkommandant von Lübeck
- Friedrich Wilhelm von Bradke (1752–1819), deutsch-baltischer Offizier und Gouverneur
- Georg Friedrich von Bradke (1796–1862), deutsch-baltischer Offizier, Kurator der Universität Dorpat und Förderer des russischen Schulwesens
- Michael von Bradke (Михаил Фёдорович Брадке, 1797–1850), russischer Generalleutnant
- Emanuel von Bradke (1832–1918), deutsch-baltischer Geheimrat, Departementsdirektor im russischen Ministerium für Volksaufklärung
- Peter von Bradke (1853–1897), Linguist und Sanskritist